# Panamerikanische Spiele 2019/Leichtathletik – 4 × 100 m der Männer
Die 4-mal-100-Meter-Staffel der Männer bei den Panamerikanischen Spielen 2019 fand am 9. August im Villa Deportiva Nacional in der peruanischen Hauptstadt Lima statt.
36 Läufer aus neun Ländern traten zu dem Lauf an. Die Goldmedaille gewann die Staffel aus Brasilien nach 38,27 s, Silber ging an Trinidad und Tobago mit 38,46 s und die Bronzemedaille gewannen die Vereinigten Staaten mit 38,79 s.

## Rekorde
Vor dem Wettbewerb galten folgende Rekorde:
| Weltrekord        | Jamaika Nesta Carter, Michael Frater Yohan Blake, Usain Bolt                     | 36,84 s | Olympische Spiele in London, Vereinigtes Königreich | 11. August 2012 |
| Rekord der Spiele | Antigua und Barbuda Chavaughn Walsh, Daniel Bailey Cejhae Greene, Miguel Francis | 38,14 s | Panamerikanische Spiele in Toronto, Kanada          | 24. Juli 2015   |

## Ergebnis
9. August 2019, 19:05 Uhr
| Platz | Bahn | Land                    | Athleten                                                               | Zeit (s) |
| ----- | ---- | ----------------------- | ---------------------------------------------------------------------- | -------- |
|       | 3    | Brasilien               | Rodrigo do Nascimento Jorge Vides Derick Silva Paulo André de Oliveira | 38,27    |
|       | 8    | Trinidad und Tobago     | Jerod Elcock Keston Bledman Akanni Hislop Kyle Greaux                  | 38,46 SB |
|       | 4    | Vereinigte Staaten      | Jarret Eaton Cravon Gillespie Bryce Robinson Mike Rodgers              | 38,79    |
| 4     | 7    | Kanada                  | Gavin Smellie Jerome Blake Brendon Rodney Mobolade Ajomale             | 39,00    |
| 5     | 5    | Jamaika                 | Andre Ewers Rasheed Dwyer Julian Forte Oshane Bailey                   | 39,01    |
| 6     | 2    | Dominikanische Republik | Christopher Valdez Mayobanex de Óleo José González Yancarlos Martínez  | 39,15    |
| 7     | 2    | Kuba                    | Harlyn Pérez Roberto Skyers Reynier Mena José Luis Gaspar              | 39,19 SB |
| 8     | 9    | Venezuela               | Alberto Aguilar Abdel Kalil Alexis Nievers Rafael Vásquez              | 39,73    |
| 9     | 1    | Peru                    | Frank Sánchez Luis Iriarte Mauricio Garrido Andy Martínez              | 41,19    |